# Prueba de penetración dinámica superpesada
La prueba de penetración dinámica superpesada o DPSH (del inglés dynamic probing super heavy), es un tipo de prueba de penetración dinámica con registro continuo, que se emplea en la caracterización de un terreno, dentro de un reconocimiento geotécnico.
Es un penetrómetro dinámico normalizado en España, con las siguientes características:
- Se mide el golpeo necesario para profundizar 20 centímetros -> {\displaystyle N_{DPSH}}.
- Rechazo (R) cuando {\displaystyle N_{DPSH}} > 100.
- Peso de la maza = 63'5 kilopondios (622.72 N).
- Altura de caída = 75 centímetros.
- Sección de la punta cónica perpendicular al eje de penetración = 20 centímetros cuadrados (diámetro = 50'5 milímetros).